# Campagnes des Han contre le royaume de Minyue
Expansion vers le sud de la dynastie Han
Les campagnes des Han contre le royaume de Minyue sont une série de trois campagnes militaires lancées par la dynastie Han contre le royaume de Minyue, un État de la région de Lingnan (en) fondé par des tribus du peuple Baiyue. La première campagne, qui a lieu en 138 av. J.-C, est une réponse à l’invasion par Minyue du territoire des Ou de l’est, un autre royaume Baiyue. Une seconde campagne a lieu en 135 av. J.-C., pour intervenir dans une guerre entre le royaume de Minyue et celui de Nanyue, un vassal des Han. Après sa défaite, Minyue est divisé en deux entités Minyue, qui est gouverné par un roi à la solde des Han et Dongyue. Dongyue est vaincu lors d'une troisième campagne militaire qui a lieu en 111 av. J.-C.. À la suite de cette ultime défaite, l'intégralité de l’ancien territoire de Minyue est annexé par la dynastie Han.

## Situation avant les campagnes

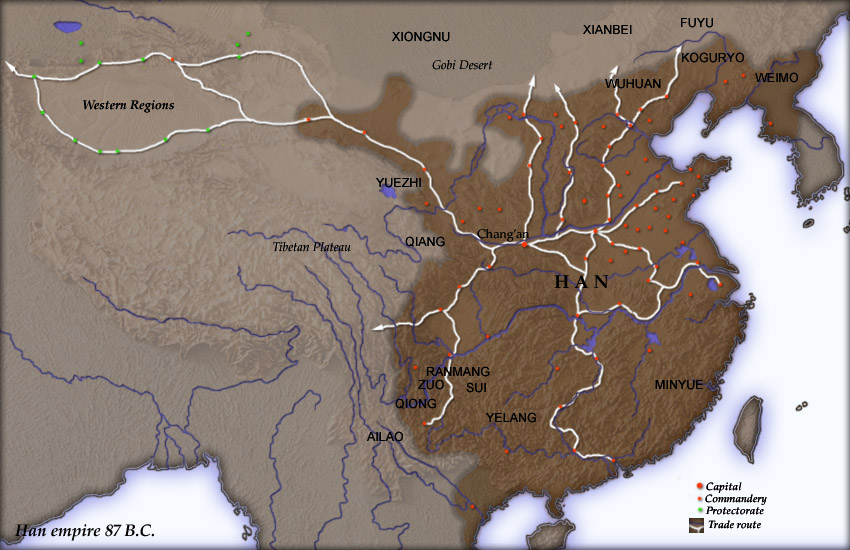
Les territoires contrôlés par la dynastie Han en 87 av. J.-C..

Les incursions militaires dans le sud de la Chine de la dynastie Qin marquent le début d'une période d’expansion, qui continue sous la dynastie suivante, les Han. Après la chute des Qin, le royaume de Minyue est fondé en 202 av. J.-C. et celui des Ou orientaux en 192 av. J.-C., avec l’appui des Han. Ces nouveaux royaumes reçoivent une plus grande autonomie en échange de leurs contributions à la révolte contre le Qin. De plus, lors de la guerre Chu-Han, une guerre civile qui a suivi l’effondrement de la dynastie Qin, les dirigeants locaux de la région de Minyue se sont rangés du côté de Liu Bang, le fondateur de la dynastie Han, au lieu de suivre Xiang Yu, le roi de Chu et ennemi du précédent,.
Minyue est créé sur le territoire de l’ancienne province Qin de Minzhong. Le nouveau royaume est dirigé par Zou Wuzhu, qui fait de la ville de Dongye sa capitale. Une décennie plus tard, Zou Yao prend officiellement le contrôle du Donghai, communément appelé Ou oriental ou encore Ou de l'est, d'après le nom de la capitale du Royaume. Le titre de roi lui est décerné par un édit impérial des Han, dans lequel il est mentionné que "Zou Yan, le chef de Min, a de grands mérites et son peuple a appuyé la cause des Han". Dans le Shiji, les premières annales historiques chinoises, l’historien Sima Qian dit que ces deux souverains sont les descendants de Goujian, qui a régné sur le peuple Yue au Ve siècle av. J.-C. Les membres de sa famille avaient perdu leur statut de souverains au cours des Guerres d'unification de Qin et étaient devenus de simples chefs locaux,.

## Guerres Han–Minyue

### Première campagne militaire

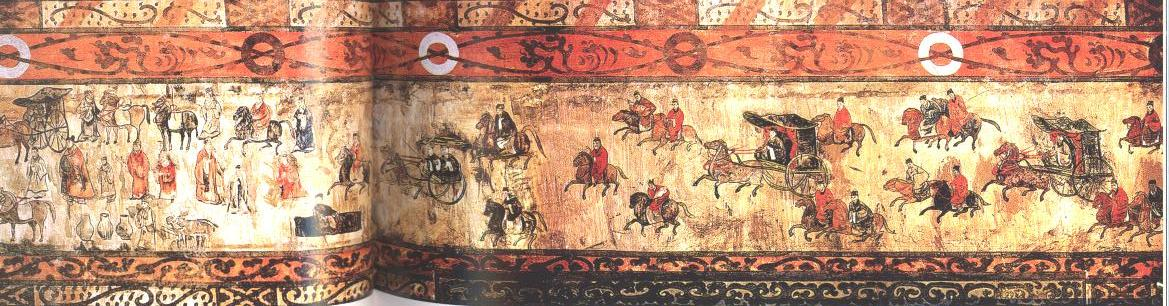
Peinture murale des tombes de Dahuting (chinois: 打虎亭汉墓, pinyin: Dahuting Han mu), représentant des cavaliers et des chariots. Ces peintures datent la période des Han orientaux (25-220), et les tombes qui les abritent se trouvent à Zhengzhou, Henan, Chine

En 138 av. J.-C., Minyue envahit les Ou de l'est, qui envoient immédiatement un messager à la Cour Impériale des Han pour leur demander de l'aide. À la réception du message, la Cour se divise sur la nécessité de l’envoi d'une armée dans le sud. Tian Fen, le Commandant Suprême des armées de l'empire, s’oppose à cette intervention. Il dit à l’empereur Han Wudi qu'il est impossible de faire confiance aux tribus Yue, qu'elles se combattent entre elles très régulièrement et qu'en protéger une contre les exactions de l'autre ne fait pas partie des responsabilités de la Cour des Han,. Malgré les arguments de Tian, Zhuang Zhu, un des hauts fonctionnaires de la Cour, réussit à convaincre l’empereur d'intervenir dans la guerre. Zhuang met en avant la position de la Chine en tant que nation la plus évoluée devant faire rayonner la civilisation sur ses voisins, ainsi que le rôle de l’empereur en tant que fils du ciel. Ce sont deux concepts fondamentaux de la philosophie politique chinoise,. D’après ce que l'historien Sima Qian a noté dans le Shiji, Zhuang aurait tenu le discours suivant à l'empereur :
La seule chose dont nous devrions nous inquiéter, est de savoir si nous avons assez de force pour les sauver et assez de vertu pour nous assurer leur fidélité... À cette heure, un petit pays vient exposer sa détresse au Fils du Ciel. S'il ne le sauve pas, vers qui peut-il se tourner pour demander de l’aide ? Et comment le Fils du Ciel peut-il prétendre que les dirigeants de tous les autres États sont comme des fils pour lui, s'il ignore leurs demandes?
Ce discours réussit à convaincre Wudi et une flotte Han commandée par Zhuang Zhu quitte Shaoxing, dans le nord du Zhejiang, en direction de la zone où ont lieu les combats. Dès que les troupes Han arrivent, le royaume de Minyue se rend, et son armée se replie du territoire des Ou de l'Est. À la suite d'une requête du roi des Ou de l'Est, les Han organisent le déplacement de ces derniers dans la région située entre les rivières Huai et Yangtze.

### Seconde campagne militaire

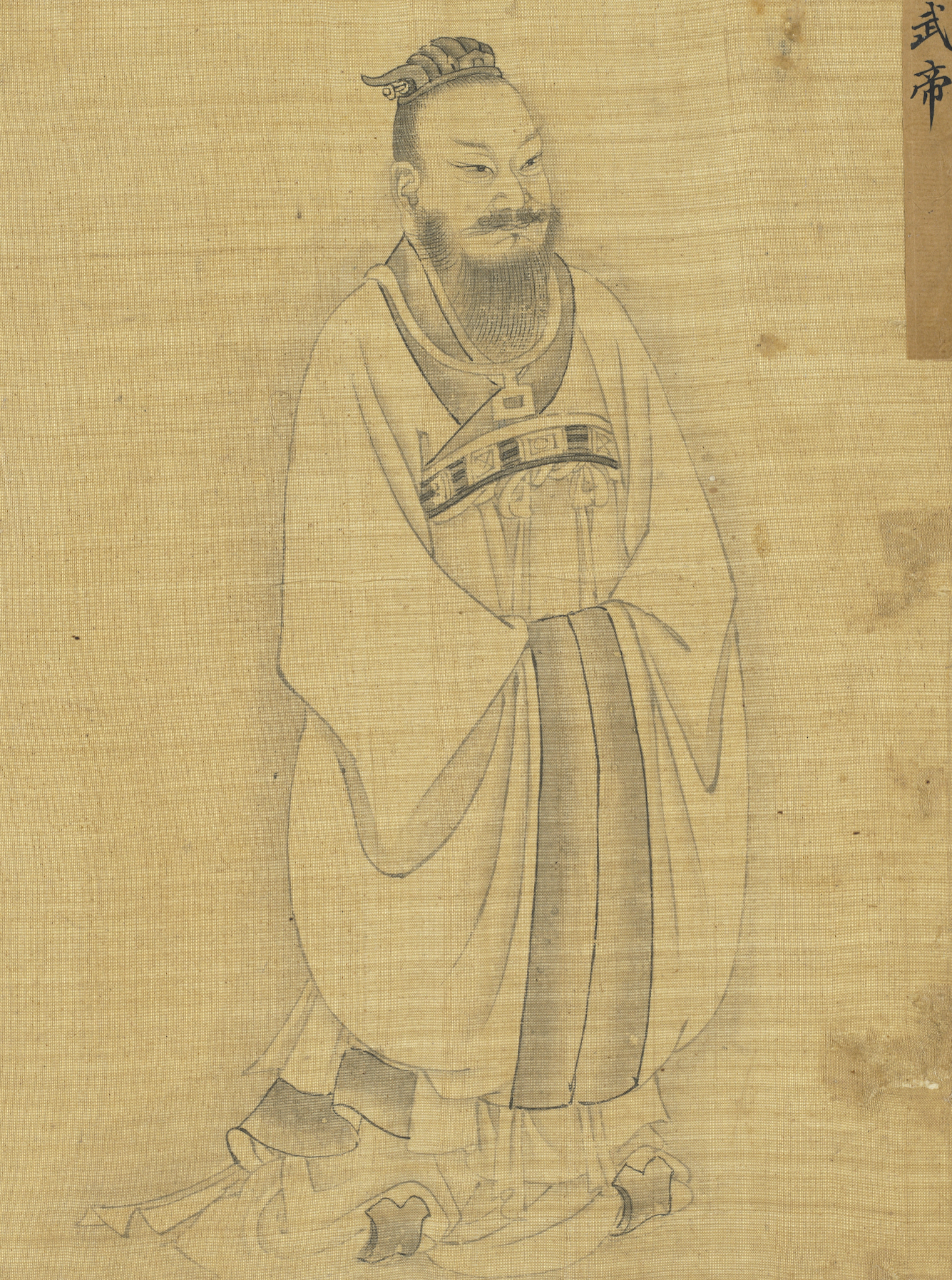
L'empereur Han Wudi, qui prend la décision de partir en guerre à trois reprises contre le royaume de Minyue.

En 135 av. J.-C., la guerre éclate lorsque Zou Ying, le roi de Minyue, envahit Nanyue. Zhao Mo, le roi de Nanyue, demande une aide militaire aux Han, qui acceptent sa demande. En 180 av. J.-C., Zhao avait fait sa soumission aux Han et était devenu leur vassal. Si cette soumission a été acceptée, c'est en partie lié au fait que les ancêtres du clan de Zhao Mo sont originaires du nord de la Chine. En effet, Zhao est le descendant direct du général envoyé par l'empereur Qin Shi Huang pour conquérir ce royaume et qui a fini par se proclamer roi de Minyue et allié des Han lors de la chute des Qin. Une armée dirigée par les généraux Wang Hui et Han Anguo reçoit l'ordre d'envahir Minyue, mais la campagne est interrompue par une révolution de palais dans le sud. En effet, lorsque la nouvelle de l'invasion arrive à la cour de Minyue; Zou Yushan, le frère cadet du roi, panique. Avec plusieurs membres de la Cour, il conspire pour déposer Ying. Avant que les troupes chinoises n'arrivent, Yushan passe à l'action et tue son frère avec une lance, avant de décapiter le cadavre et d'envoyer la tête à Wang Hui en signe de soumission. Les troupes des Han se retirent peu de temps après cette victoire obtenue quasiment sans combats,,.
Zhao Mo est reconnaissant envers les Han pour la rapidité de l'intervention contre Minyue. Zhuang Zhu, un haut fonctionnaire des Han, est envoyé pour rencontrer l'empereur Nanyue, qui lui exprime sa gratitude envers ses maîtres,. Après cette rencontre, Zhao envoie son fils, le prince Zhao Yingqi, à Chang'an, la capitale des Han, où il se met au service de l'empereur. Après cette campagne-éclair, Minyue est théoriquement divisée en une double monarchie, Minyue et Dongyue. Minyue est officiellement dirigé par un représentant des Han, tandis que Dongyue est gouverné de manière indépendante par Zou Yushan.
Zou Cou est choisi pour remplir le rôle de représentant des Han à Minyue, car il est le seul membre de la famille royale qui a refusé de prendre part à la guerre contre Nanyue. Toutefois, ses efforts pour exercer un contrôle sur les habitants de Minyue sont un échec, car les sujets de son royaume restent loyaux à Zou Yushan. Yushan en profite pour se déclarer roi de Minyue sans le consentement de Han Wudi, l'empereur des Han. Wudi est informé des actions de Yushan et préfère le reconnaître roi de Minyue et Dongyue, plutôt que d'ordonner une seconde invasion. L'empereur Wudi voit son geste comme une récompense donnée à Yushan pour avoir tué Zou Ying et avoir mis fin à la guerre. En effet, cet assassinat a empêché les Han de gaspiller davantage de ressources dans ce conflit, alors qu'ils doivent déjà gérer dans le nord une guerre longue et coûteuse avec les Xiongnu,. Par la suite, les relations entre les Han et Dongyue deviennent compliquées, au point qu'en 112 av. J.-C., des fonctionnaires Han sont tués lors d'un engagement militaire entre les deux pays.

### Troisième campagne et conquéte du royaume

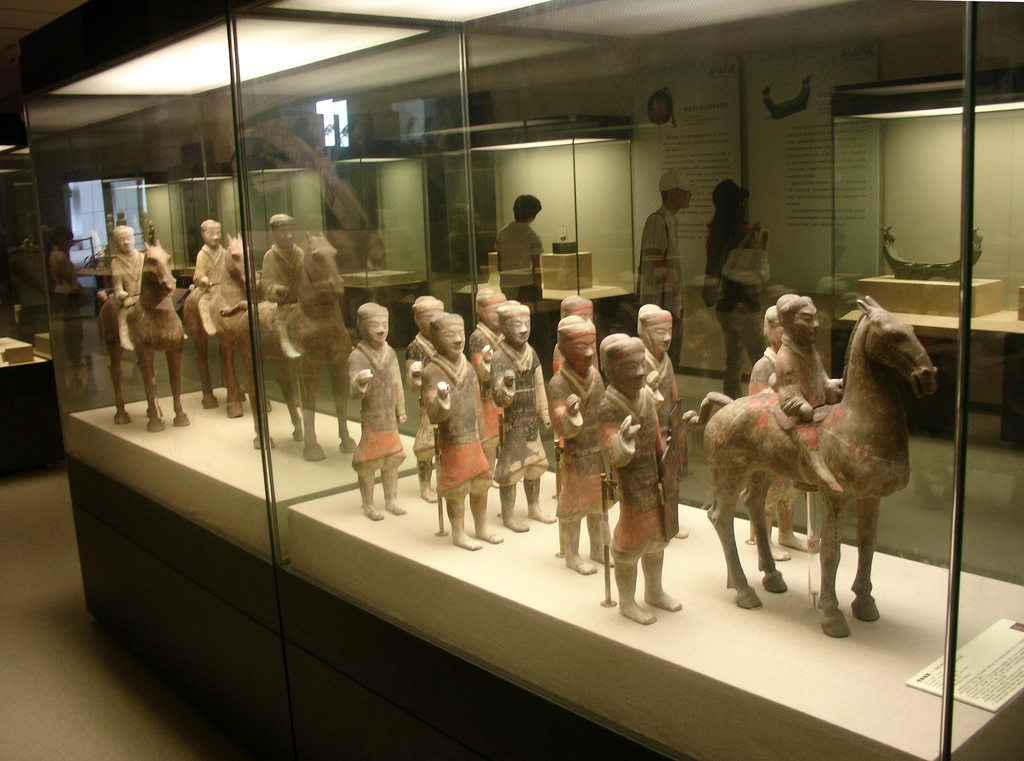
Figurines en céramique datant des Han occidentaux, représentant des fantassins (premier plan) et des cavaliers (arrière-plan). Quand le complexe funéraire de l’empereur Han Jingdi (r. 157 – 141 av. J.-C.) et de son épouse l'impératrice Wang Zhi (d. 126 av. J.-C.), situé au nord de Yangling, a été fouillé en 1990; plus 40000 figurines en céramique ont été découvertes. Ces figurines sont des reproductions à l'échelle 1/3, et donc plus petites que les 8000 soldats de l’armée de terre cuite enterrée aux côtés du premier Empereur Qin. Ces petites figurines, qui font en moyenne 60 cm de hauteur, ont été également trouvées dans diverses tombes royales de la dynastie Han, où elles ont été placées pour garder et servir les occupants décédés desdites tombes dans leur vie après la mort.

En 111 av. J.-C., alors que le général Yang Pu retourne vers le Nord avec ses soldats après la guerre Han–Nanyue, il demande à l'empereur la permission d’annexer Dongyue. La cour impériale débat longuement de la suite à donner à cette demande; car le roi Zou Yushan avait accepté d'aider les Han dans leur guerre contre Nanyue, mais l'armée de Dongyue n'est jamais arrivée et les Chinois se sont battus seuls contre leurs ennemis. Pour justifier ce manquement à sa promesse, le roi Yushan accuse le mauvais temps, qui aurait empêché la progression de ses troupes. L'empereur Wudi finit par rejeter la proposition d'annexer Dongyue et la flotte Han regagne son port d'attache sans avoir attaqué le royaume de Zou Yushan, .
Lorsque Zou apprend que Yang a tenté d'annexer son royaume, il réagit en se révoltant contre les Han. Wudi riposte en envoyant une armée commandée par le général Han Yue, le général Yang Pu, le commandant Wang Wenshu et deux marquis d'ascendance Yue. Cette armée écrase la rébellion et s'empare de Dongyue dans les derniers mois de 111 av. J.-C. Dès lors, c'est l'intégralité du territoire de l'ancien royaume de Minyue qui est intégrée directement à l'empire des Han,.
Selon des sources de l'époque, l'intégralité des habitants de Minyue et Dongyue auraient été déportés vers des territoires situés entre le Yangzi Jiang et la Huai He. Cet éventuel transfert de population serait en fait la reprise d'une politique planifiée depuis 138 av. J.-C., car le gouvernement Han aurait considéré que cette région montagneuse est difficile à contrôler et se serait méfié de ses habitants. Les historiens modernes doutent que cet événement soit réellement arrivé, car la déportation d'un royaume entier n'est pas plausible et pour l'instant, on a trouvé aucune trace d'une migration de colons Han vers la région de Minyue autour de l'an 1, ce qui aurait eu lieu si la zone avait été vidée de sa population alors qu'elle était sous le contrôle des Han. En fait, il n'y a qu'une seule ville de colons Han qui est construite dans l'ancien royaume de Minyue à cette époque, la ville de Dongye. Dongye est fondée à l'époque de l'empereur Wudi, là où la rivière Min rencontre la mer. Il est plus probable que l'assimilation du peuple de Minyue dans la culture de l'empire Han a eu lieu plus tard dans la dynastie, sans déportation massive.

## Impact historique
À partir de la seule colonie qui existe en l'an 1, la présence de la Dynastie Han dans la région de Minyue s'étend progressivement et l'ancien royaume est déjà assimilée culturellement au moment où la dynastie s'effondre et ou débute la période des trois royaumes. En effet, les bouleversements politiques qui surviennent dans le Nord, comme l'usurpation de Wang Mang, incitent de plus en plus les migrants Han à venir s'installer dans le sud, où leur culture finit par absorber celle du peuple Yue.
L'expansion militaire de la dynastie Han lui permet également d'élargir ses liens commerciaux. Les conquêtes de Minyue et de Nanyue mettent la Chine des Han en contact direct avec les royaumes d'Asie du Sud-Est et finissent par donner naissance à un commerce maritime reliant la Chine avec Rome, l'Inde et le Moyen-Orient, qui perdure sous les dynasties suivantes.